# Lauchert
Die Lauchert ist ein linker Nebenfluss der Donau in Baden-Württemberg.

## Name
In den ersten schriftlichen Nennungen des 13. Jh. heißt der Fluss Locha. Der Name stammt vom althochdeutschen Lōh-aha und bedeutet 'Waldbach' (vgl. Loh und -aha).

## Geographie

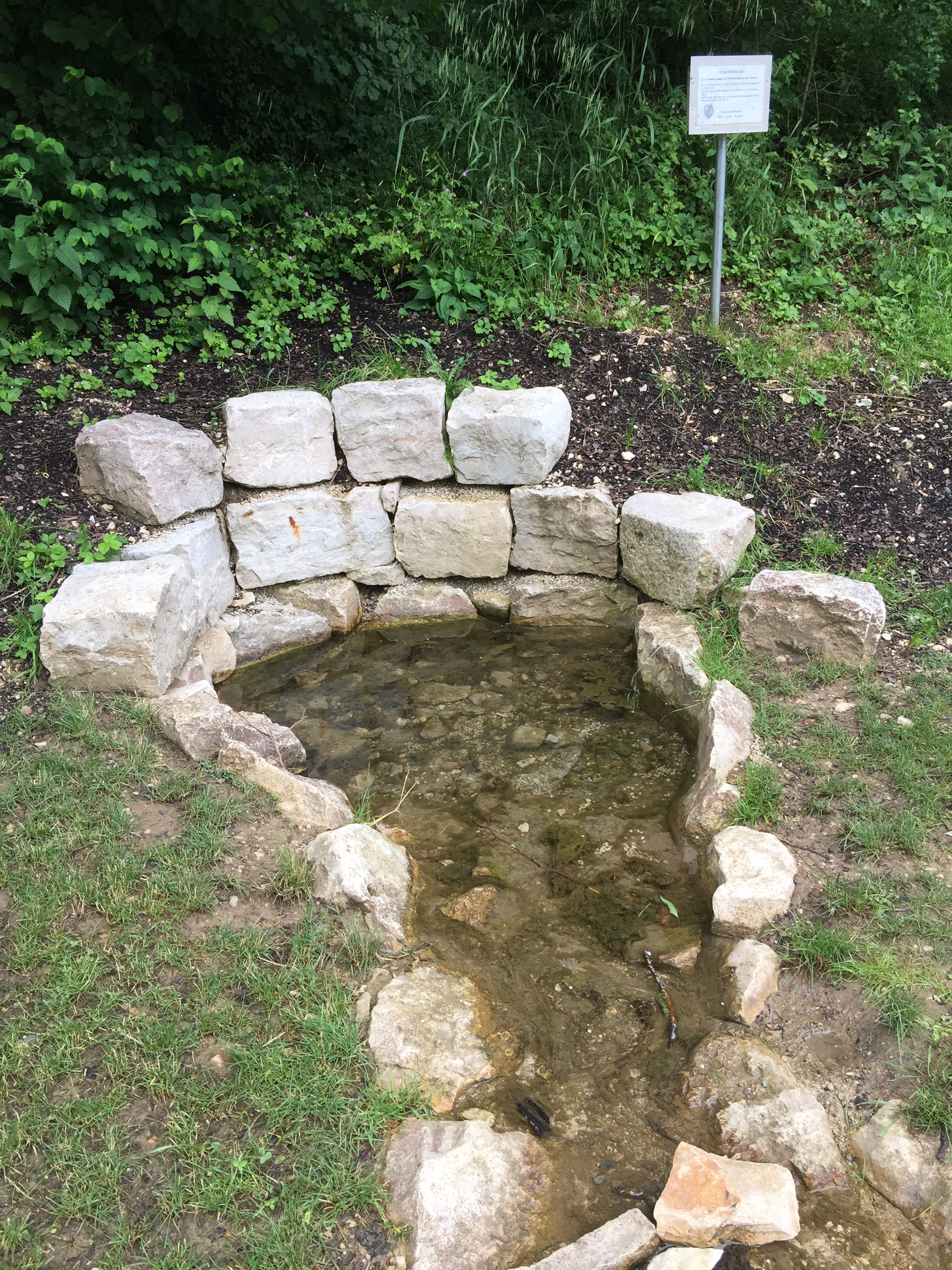
Quelle östlich von Melchingen

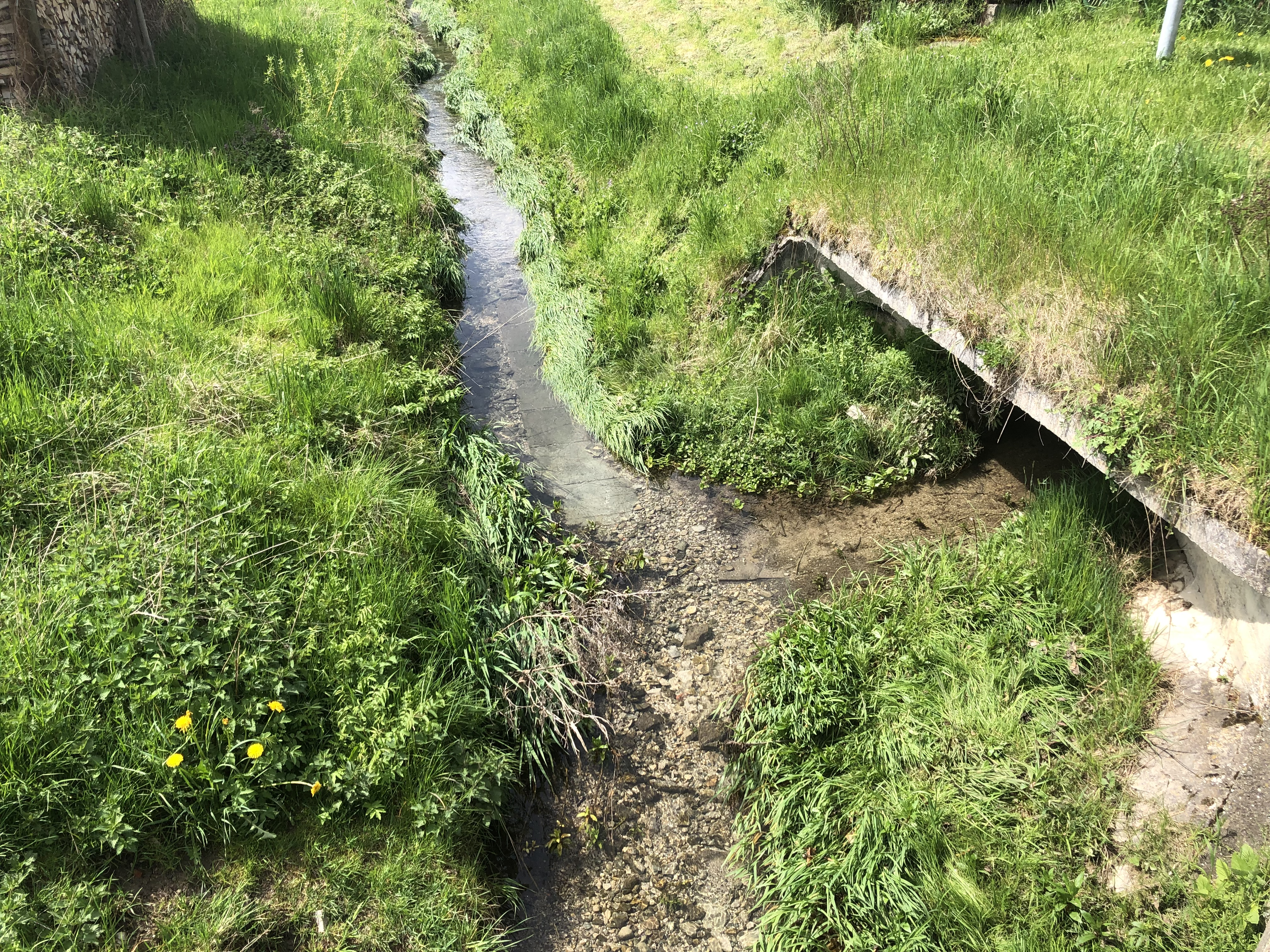
Der Willmandinger Quellbach (von oben) und der permanente Quellbach (von rechts) vereinigen sich am südlichen Melchinger Dorfrand.

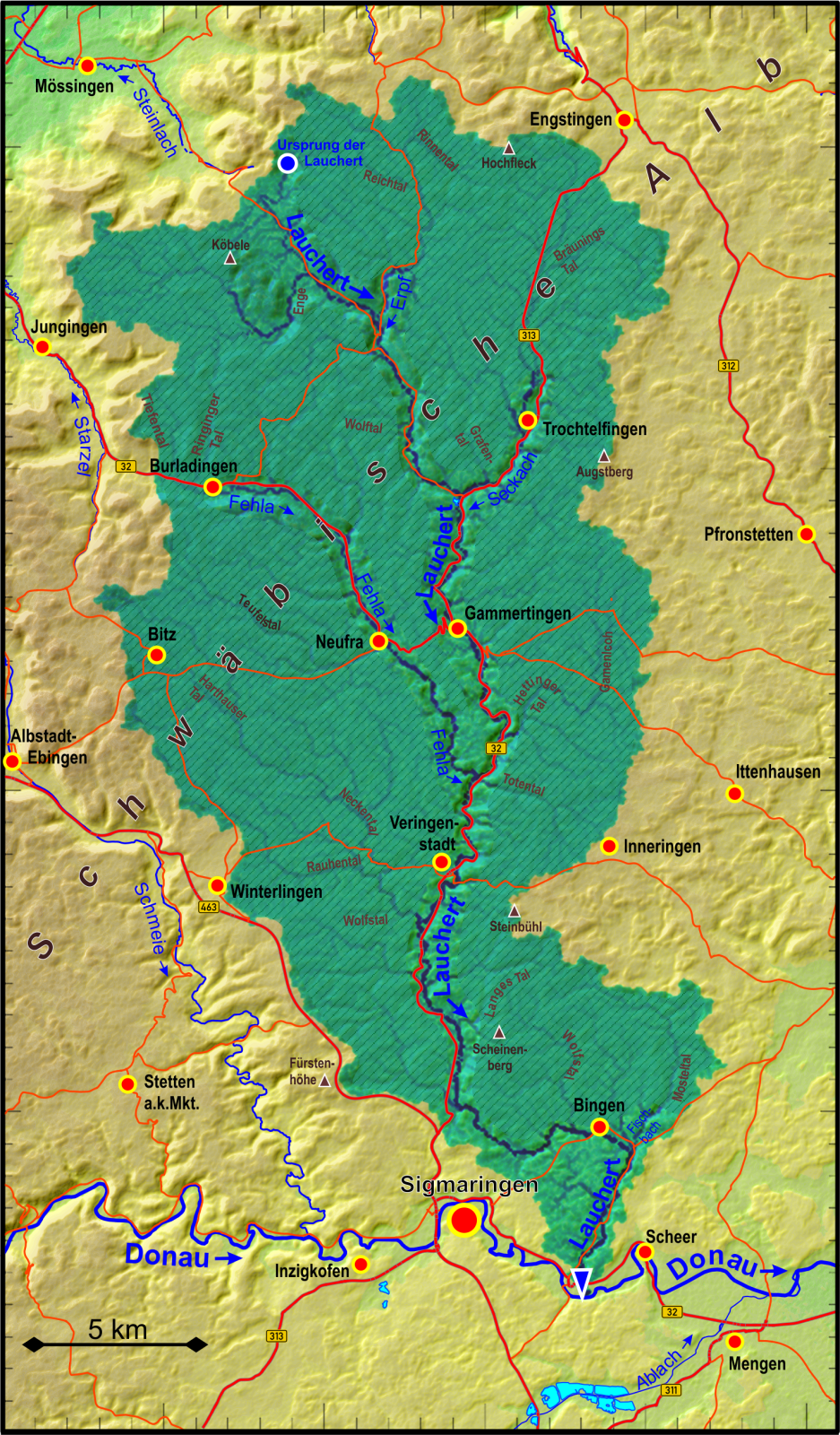
Orografisches Einzugsgebiet der Lauchert. Keine Oberflächenabflüsse in den schraffierten Gebieten.

### Lauchertquelle
Die Lauchert entspringt mehreren Quellen bei Willmandingen im Landkreis Reutlingen und um Melchingen im Zollernalbkreis. Nur eine offiziell als Lauchertquelle bezeichnete Karstquelle, östlich von Melchingen, schüttet das ganze Jahr. Der längere und zeitweise wasserreichere Willmandinger Quellbach versiegt im Sommer.

### Verlauf
Die Lauchert verläuft überwiegend in südlicher bis südöstlicher Richtung bis nahe der Stadt Sigmaringen, ab der sie zuletzt eine weite Schlinge nach Nordosten auf Bingen zu schlägt, um dann unterhalb von Sigmaringen in Sigmaringendorf von links und Nordnordosten in die Donau zu münden. Sie ist etwas über 60 km lang, hat einige große Zuflüsse und am Unterlauf etliche zulaufende Auengräben auf ihrem dort breiten Talgrund. Wegen des verkarsteten Untergrunds der Alb laufen ihrem Tal außer Zuflüssen auch etliche Trockentäler zu.

### Zuflüsse
Liste der Zuflüsse und  Seen von der Quelle des Willmandinger Oberlaufastes bis zur Mündung. Gewässerlänge, Seefläche, Einzugsgebiet und Höhe nach den entsprechenden Layern auf der Onlinekarte der LUBW. Andere Quellen für die Angaben sind vermerkt.

Auswahl, ohne Mühl- und Triebwerkskanäle.
Ursprung des Willmandinger Oberlaufastes der Lauchert auf etwa 765 m ü. NHN am Südostrand von Sonnenbühl-Willmandingen.
- (Graben von der Brunnhalde), von rechts und Norden auf etwa 745 m ü. NHN am Ortsende von Willmandingen, 1,0 km und ca. 1,1 km².[LUBW 7]
- (Salmendinger Quellast), von rechts und Südwesten auf etwa 729 m ü. NHN, ca. 1,6 km und ca. 1,7 km².[LUBW 7] Sehr unbeständig.
- (Abfluss der Melchinger Lauchertquelle), von links und Nordosten auf etwa 723 m ü. NHN am Südende von Melchingen, 1,4 km und ca. 1,4 km².[LUBW 7]
- Woog, von rechts und insgesamt Westen auf etwa 714 m ü. NHN zwischen Melchingen und dem Haldenhof, 6,2 km und 21,8 km². Am Unterlauf liegt der Quellteich der Woogquelle.
- (Graben aus dem Hirschental), von links und Norden auf etwa 710 m ü. NHN nahe am Haldenhof, ca. 1,0 km[LUBW 8] und ca. 1,1 km².[LUBW 7]
- Durchfließt etwa 675 m ü. NHN den Lauchertsee kurz vor der folgenden, 2,0 ha.
- Erpf, von links und Nordosten auf 701,1 m ü. NHN[LUBW 2] kurz vor Stetten unter Holstein, 3,0 km und 32,0 km².
- Seckach, von links und Nordosten auf 674,1 m ü. NHN[LUBW 2] etwas südwestlich von Mägerkingen, 6,6 km und 51,5 km².
- Fehla, von rechts und Nordwesten auf 634,4 m ü. NHN[LUBW 2] nach Hettingen, 18,0 km und 72,3 km².
- (Abfluss der Gallusquelle), von rechts und Nordosten auf etwa 625 m ü. NHN in Hermentingen, ca. 0,1 km[LUBW 8] und unter 0,1 km².[LUBW 7]
- (Bach aus der Büttnau), von rechts und Nordwesten auf 627 m ü. NHN[LUBW 2] zwischen Veringenstadt und Veringendorf, 7,8 km und 56,3 km².
- Quellgraben, von links und Nordwesten auf etwa 605 m ü. NHN am Ortseingang von Jungnau, 0,8 km und 1,2 km². Auengraben.
- Leinertgraben, von rechts und Nordnordwesten auf etwa 603 m ü. NHN nach Jungnau, 1,0 km und 0,3 km². Auengraben.
- Riedgraben, von rechts und Nordosten auf etwa 600 m ü. NHN ungefähr unter der Ruine Hertenstein, 2,5 km und 13,3 km². Auengraben.
- Bahndammgraben, von links und Nordwesten zwischen dem Sporn der Ruine Hertenstein und dem Nägelesfelsen, 0,5 km und unter 0,2 km².[LUBW 7] Auengraben.
- Unterbrühlgraben, von links und Nordwesten gegenüber dem Nägelesfelsen, 0,5 km und ca. 0,5 km².[LUBW 7] Auenrandgraben.
- Bullesriedgraben, von links und Westen, 0,8 km und ca. 0,3 km².[LUBW 7] Auenrandgraben.
- Weitenriedgraben, von rechts und Westsüdwesten, 1,3 km und 1,1 km². Auenrandgraben.
- Buttenriedgraben, von links und Norden, 0,6 km und unter 0,4 km².[LUBW 7]
- Mühlhaldengraben, von rechts und Westsüdwesten kurz vor der Bittelschießer Kapelle gegenüber am Beginn des Bittelschießer Täles, 0,5 km und ca. 0,3 km².[LUBW 7]
- Bittelschießer Waldgraben, von links im Bittelschießer Täle, 0,1 km und unter 0,1 km.[LUBW 7] Kurzer Teilungslauf gegen Ende des Bittelschießer Täles mit Hangzufluss.
- Bargengraben, von links und Westnordwesten zwischen Hornstein und Bingen, 0,4 km und 0,9 km².
- Oberseegraben, von links und Westnordwesten zwischen Bingen und Hitzkofen, 0,6 km und 6,7 km².
- Fischbach, von links und Nordosten auf etwa 590 m ü. NHN in Hitzkofen, 1,8 km und 34,0 km².

Mündung der Lauchert von links und zuletzt Nordnordosten auf 561,3 m ü. NHN in Sigmaringendorf in die Donau. Die Lauchert ist 60,3 km lang und hat ein 455,5 km² großes Einzugsgebiet.

### Orte

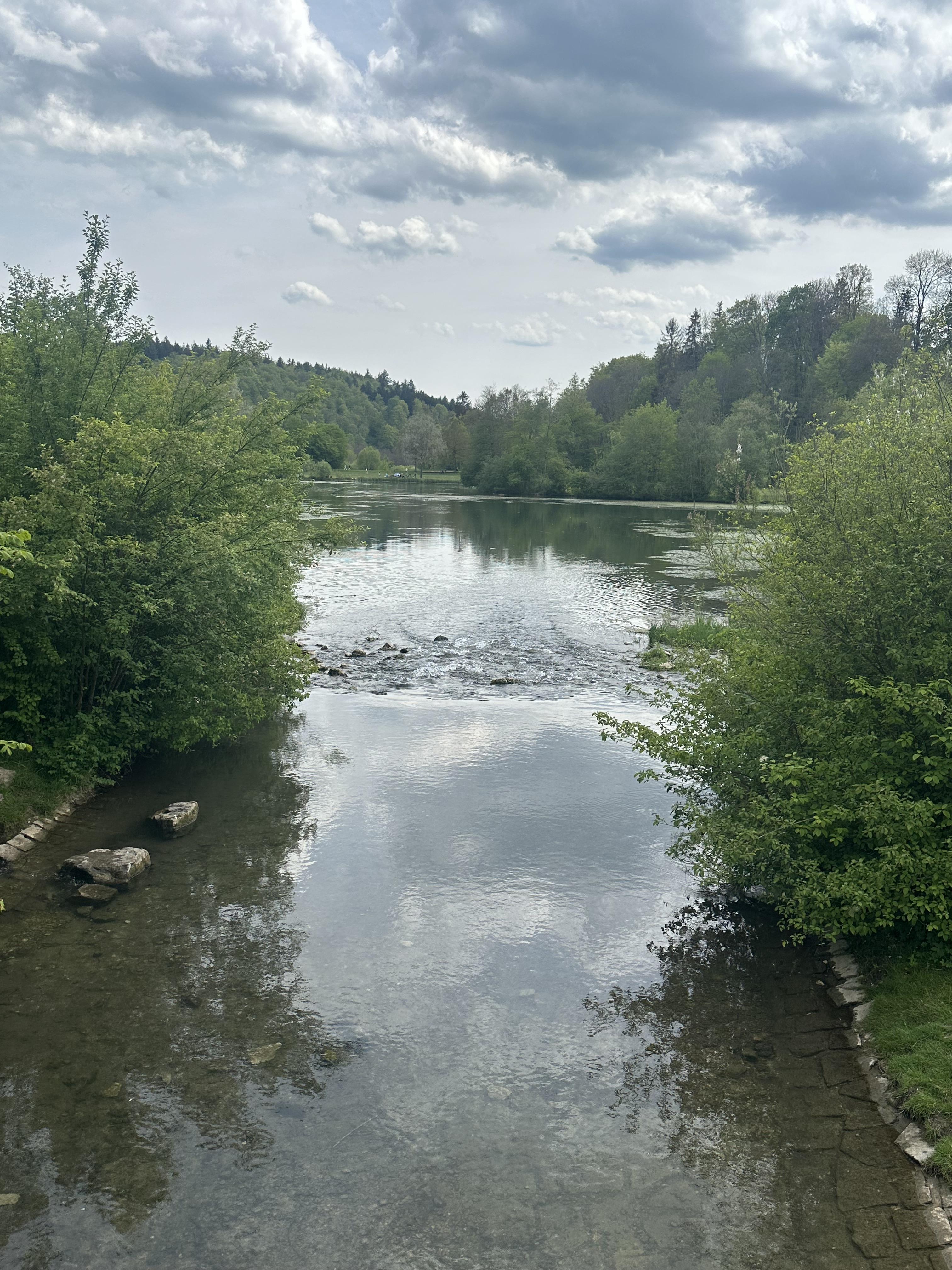
Mündung der Lauchert in den Lauchertsee südlich von Mägerkingen

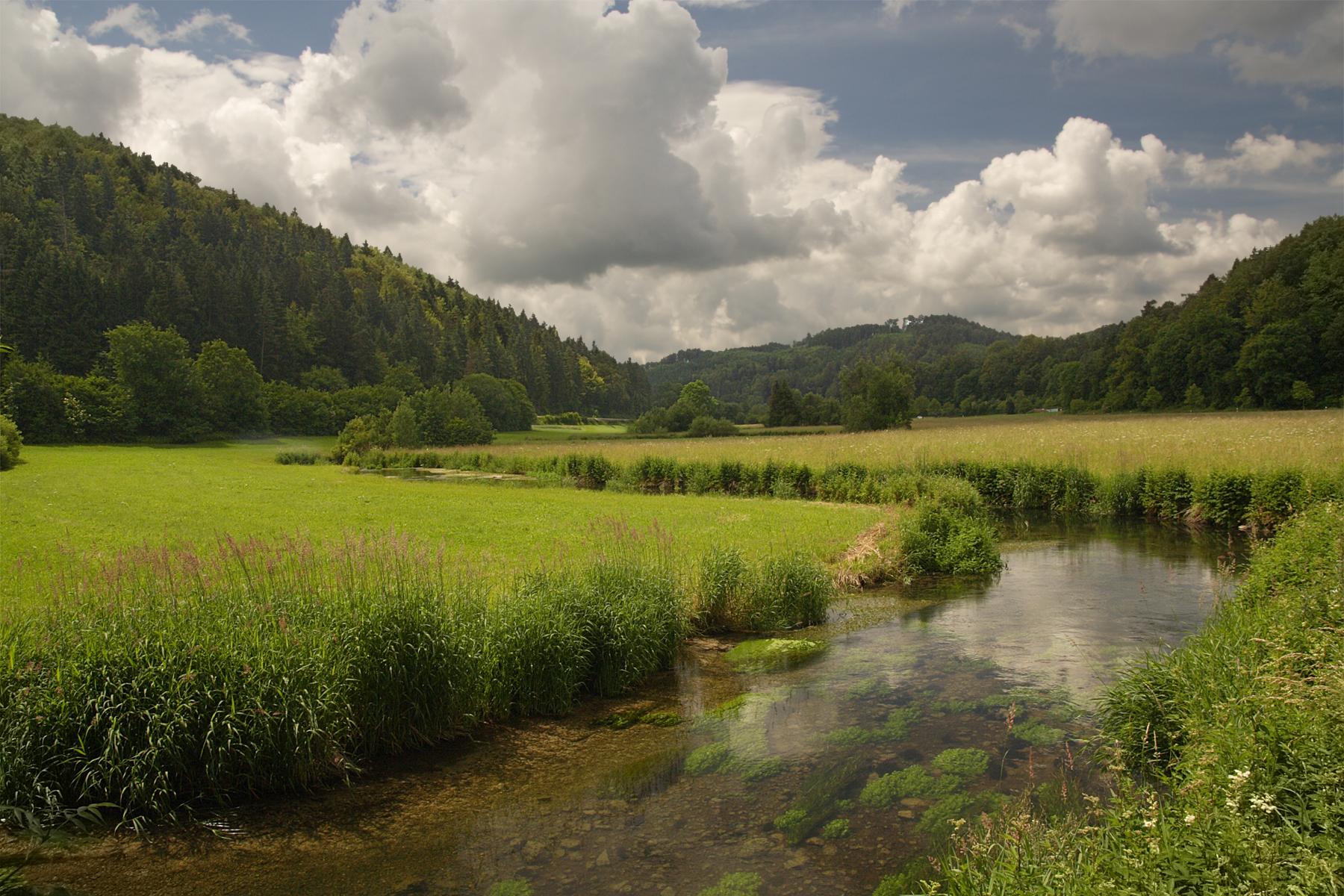
Nördlich von Gammertingen

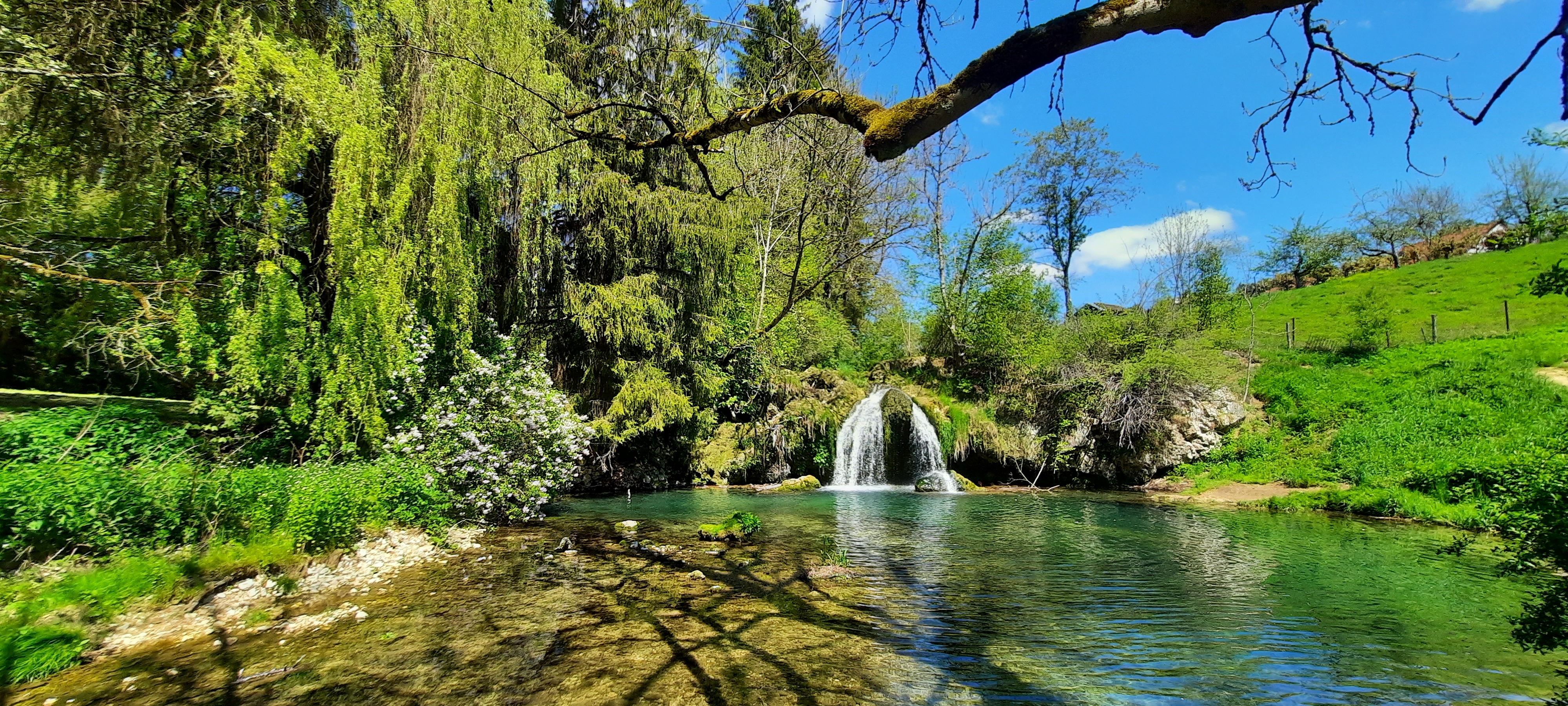
Wasserfall Gieß der Lauchert in Veringendorf

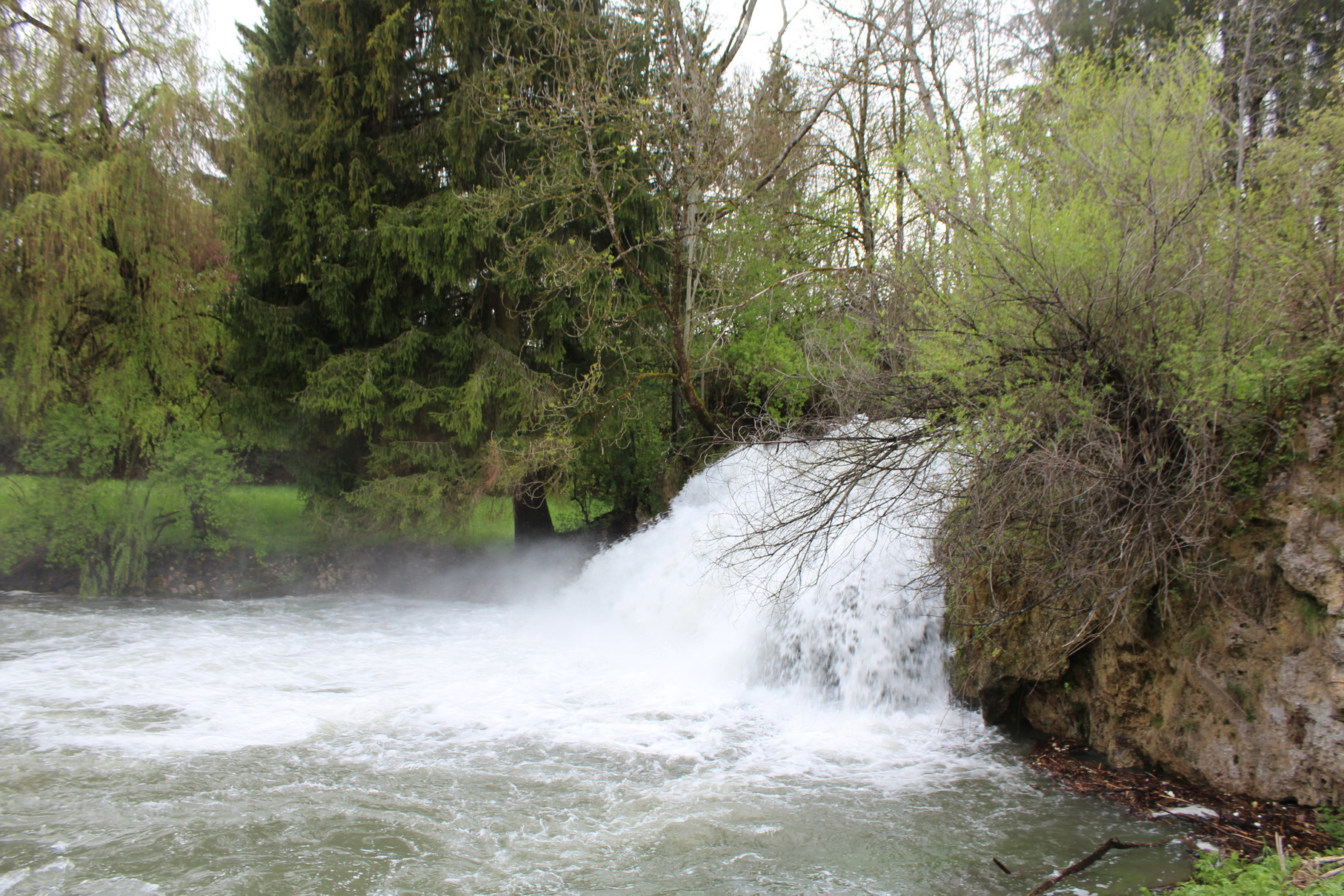
Wasserfall Gieß der Lauchert in Veringendorf bei Hochwasser

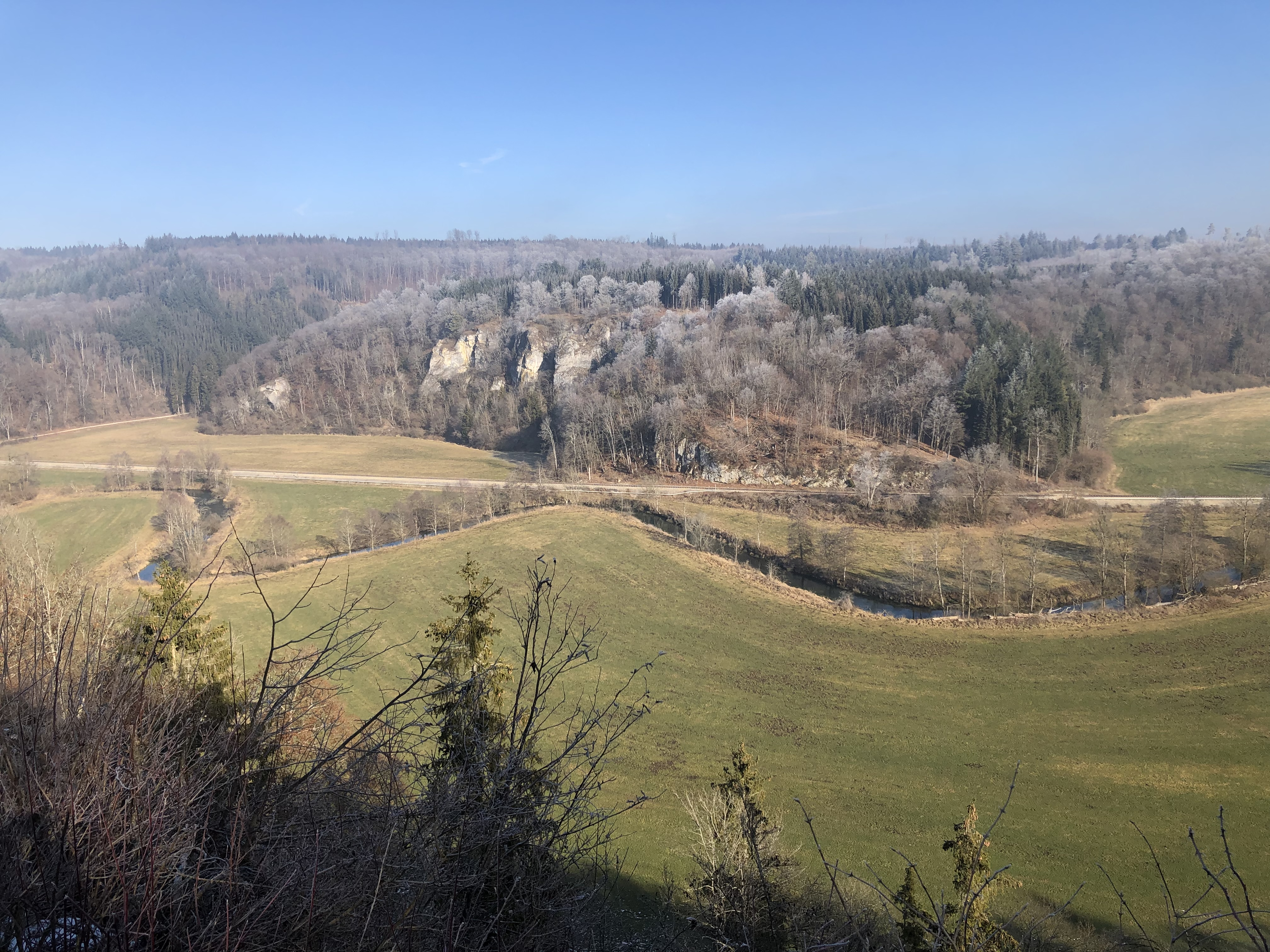
Laucherttal nördlich Sigmaringen vom Nägelesfelsen aus

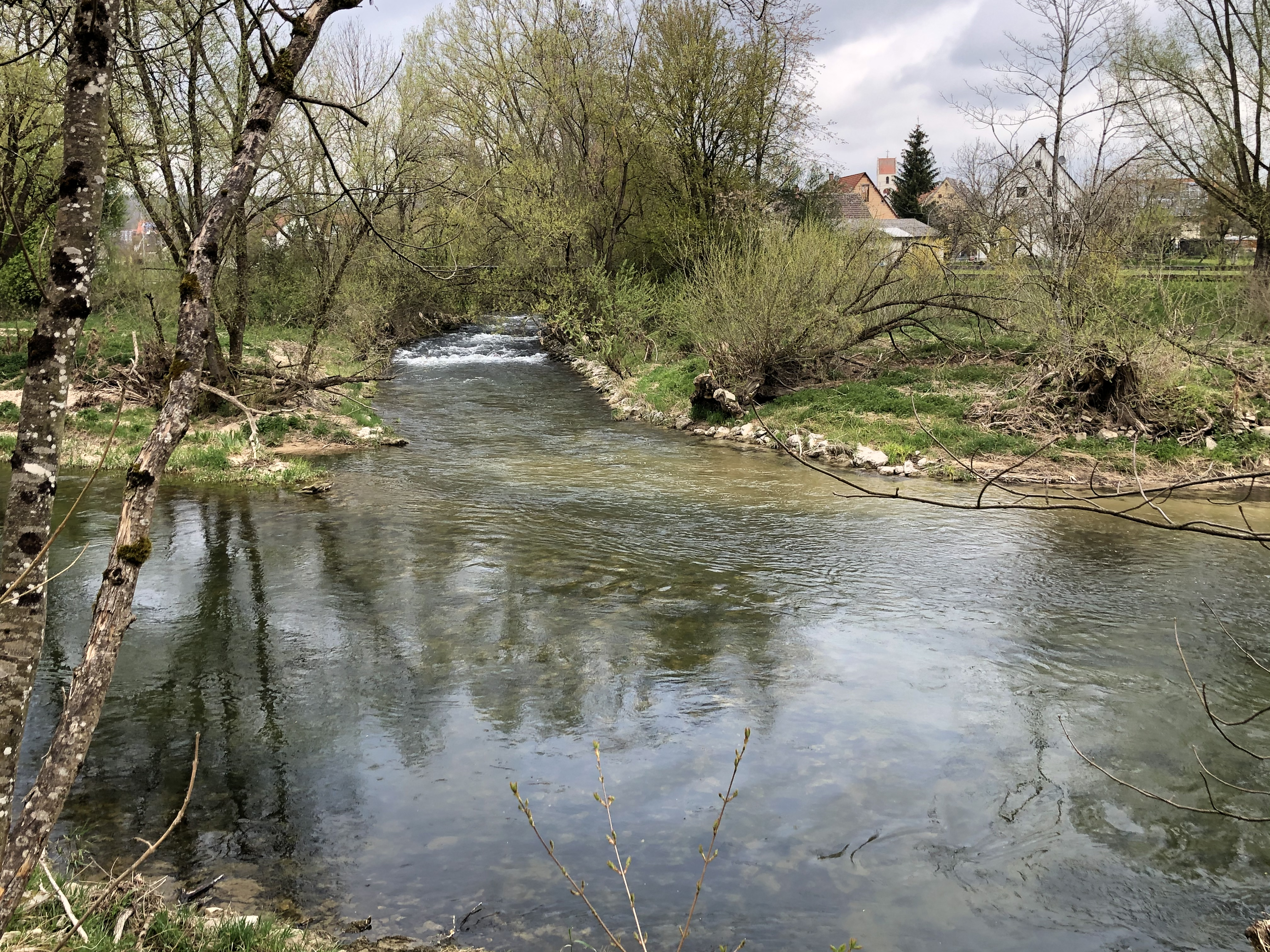
Mündung der Lauchert (Mitte) in die Donau (von links) in Sigmaringendorf

Orte am Lauf mit ihren Zugehörigkeiten. Nur die Namen tiefster Schachtelungsstufe bezeichnen Siedlungsanrainer.
Landkreis Reutlingen
- Gemeinde Sonnenbühl
  - Willmandingen (Dorf)

Zollernalbkreis
- Stadt Burladingen
  - Melchingen (Dorf, links)
  - Haldenhof (Siedlungsplatz von Melchingen, in etwas Abstand links)
  - Stetten unter Holstein (Dorf)
  - Walzmühle (Haus, links)
  - Hörschwag (Dorf)

Landkreis Reutlingen
- Stadt Trochtelfingen
  - Lauchertmühle (Häuser, links)
  - Hausen an der Lauchert (Dorf)
  - Mägerkingen (Dorf, in etwas Abstand in linkem Nebental)

Landkreis Sigmaringen
- Stadt Gammertingen
  - Mariaberg (ehemaliges Kloster, am rechten Oberhang)
  - Bronnen (Dorf, rechts)
  - Gammertingen (Stadt)
- Stadt Hettingen
  - Hettingen (Stadt)
- Stadt Veringenstadt
  - Hermentingen (Dorf)
  - Veringenstadt (Stadt, überwiegend rechts)
  - Veringendorf (Dorf, überwiegend links)
- Stadt Sigmaringen
  - Jungnau (Dorf, überwiegend rechts)
- Gemeinde Bingen
  - Hornstein (Dorf. in Abstand auf linker Randhöhe)
  - Bingen (Dorf, überwiegend links)
  - Hitzkofen (Dorf)
- Gemeinde Sigmaringendorf
  - Laucherthal (Ort)
  - Sigmaringendorf (Dorf)

### Schutzgebiete
Fast auf ihre gesamte Länge fließt die Lauchert durch Schutzgebiete. Das seinerzeitige Regierungspräsidium Südwürttemberg-Hohenzollern in Tübingen hat mit Verordnung vom 13. September 1955 drei Landschaftsschutzgebiete gebildet. Alle drei Gebiete tragen die Bezeichnung Laucherttal mit Nebentälern:
1. Im damaligen Landkreis Hechingen (heute zum Zollernalbkreis) wurde mit der Nr. 4.17.044 zwischen Melchingen und Hörschwag eine Fläche von 345,0 Hektar unter Landschaftsschutz gestellt.
2. Im Landkreis Reutlingen entstand im Gebiet der Stadt Trochtelfingen mit der Nr. 4.15.002 ein 213,0 Hektar großes Schutzgebiet.
3. In ihrem Unterlauf im Landkreis Sigmaringen durchquert die Lauchert zwischen Gammertingen und Sigmaringendorf ein 1199,1 Hektar großes Landschaftsschutzgebiet, das die Nummer 4.37.001 trägt.

Zwischen Stetten und Hörschwag tangiert die Lauchert außerdem das Naturschutzgebiet Bei der Mühle (Schutzgebietsnummer 4087, Größe 7,01 Hektar), das am 23. Februar 1981 unter Schutz gestellt wurde.
Eine große Zahl von Geotopen säumt den Lauf der Lauchert, mit für die Alb typischen Felsspornen, Einzelfelsen, Höhlen, Karstquellen, Bröllern und dem kurzen cañonartigen Bittelschießer Täle. Der Wasserfall in Veringendorf ist als Naturdenkmal eingetragen. Der Karstwasserleiter wird stark für die Trinkwasserversorgung genutzt, weswegen der überwiegende Teil des Einzugsgebietes in Wasserschutzgebieten liegt.

## Sonstiges
Bei Mägerkingen wird der in den 1970er-Jahren künstlich angelegte Lauchertsee durchflossen.
Die an der Lauchert gelegene Walzmühle bei Hörschwag wurde durch den am 25. Dezember 1999 in der ARD erstmals ausgestrahlten, 75-minütigen Dokumentarfilm von Rudolf Werner namens „Der Herrgott weiß, was mit uns geschieht - Die Schwestern von der Albmühle“ als „Albmühle“ bundesweit bekannt.
Besonders hervorzuheben sind die Gallusquelle, die Altstadt von Veringenstadt sowie die Ereignisse aus dem klimatisch unruhigen Quartär, als die Alpen mehrfach vergletscherten. Insbesondere in den letzten rund eine Million Jahren war die Lauchert durch gravierende Veränderungen an der oberen Donau davon mehrfach betroffen. Eines der Ergebnisse dieser Veränderungen ist das Bittelschießer Täle mit der Bittelschießer Höhle und der Ruine Bittelschieß.
Der Name soll von den um 400 v. Chr. in der Gegend sesshaften Kelten stammen (Lochert, Luchat, später Luachert).
Das Hochwasser in Mitteleuropa 2013 Ende Mai und Anfang Juni traf nach tagelangen Starkregenfällen auch die Lauchert. Unter anderem standen große Teile von Stetten unter Holstein, Hausen an der Lauchert, Veringenstadt und Jungnau unter Wasser.

### LUBW
Amtliche Online-Gewässerkarte mit passendem Ausschnitt und den hier benutzten Layern: Lauf und Einzugsgebiet der Lauchert

Allgemeiner Einstieg ohne Voreinstellungen und Layer: Daten- und Kartendienst der Landesanstalt für Umwelt Baden-Württemberg (LUBW) (Hinweise)
1. 1 2 3  Höhe nach dem Höhenlinienbild auf dem Hintergrundlayer Topographische Karte.
2. 1 2 3 4 5 6  Höhe nach grauer Beschriftung auf dem Hintergrundlayer Topographische Karte.
3. 1 2  Länge nach dem Layer Gewässernetz (AWGN).
4. 1 2  Einzugsgebiet nach dem Layer Aggregierte Gebiete 03.
5. ↑  Seefläche nach dem Layer Stehende Gewässer.
6. ↑  Einzugsgebiet nach dem Layer Basiseinzugsgebiet (AWGN).
7. 1 2 3 4 5 6 7 8 9 10 11  Einzugsgebiet abgemessen auf dem Hintergrundlayer Topographische Karte.
8. 1 2 3  Länge abgemessen auf dem Hintergrundlayer Topographische Karte.
9. ↑  Schutzgebiete nach den einschlägigen Layern.

### Andere Belege
1. ↑  Friedrich Huttenlocher: Geographische Landesaufnahme: Die naturräumlichen Einheiten auf Blatt 178 Sigmaringen. Bundesanstalt für Landeskunde, Bad Godesberg 1959. → Online-Karte (PDF; 4,3 MB)
2. ↑  Hochwasservorhersagezentrale, Landesanstalt für Umwelt Baden-Württemberg (Übernommen am 20.7.2017)
3. ↑  Deutsches Gewässerkundliches Jahrbuch Donaugebiet 2006 Bayerisches Landesamt für Umwelt, S. 85, abgerufen am 4. Oktober 2017, Auf: bestellen.bayern.de (PDF, deutsch, 24,2 MB).
4. ↑  Albrecht Greule: Deutsches Gewässernamenbuch. Walter de Gruyter, Berlin / Boston 2014, ISBN 978-3-11-057891-1, S. 301, „Lauchert“ (Auszug in der Google-Buchsuche).
5. ↑  Filme von Rudolf Werner (Memento vom 31. Oktober 2013 im Internet Archive).
6. ↑  „Der Herrgott weiß, was mit uns geschieht“ (Dokumentarfilm) (Memento vom 27. Januar 2013 im Internet Archive), EKD.